# Fernis (væske)
Fernis er en gennemsigtig væske, som påføres træværk, bøger, malerier og andre materialer, for at danne en hård og beskyttende finish eller film, til værn mod slitage, luft og fugtighed.
Den traditionelle opbygning af fernis består af linolie, harpiks og fortynder eller et opløsningsmiddel.
Fernis har forskellige karakteristikker og overflader, er normalt gennemsigtig og efterlader en blank eller mat overflade efter påføring på emnet.